# Tom Penny
Tom Penny (né le 13 avril 1977) est un skateboardeur professionnel originaire d'Oxford, Angleterre. Il est connu pour son style calme, fluide et nonchalant, ainsi que pour sa maîtrise du frontside flip. Il a une résidence à Saint-Victor[Où ?], en France.
En 2005, il quitte éS Footwear, après 10 années passées dans cette équipe, pour rejoindre Supra FootWear, une entreprise lancée par KR3W Clothing, son sponsor de vêtements. 
Actuellement, Tom Penny vit à Oxford et est sponsorisé par Flip Skateboards, Fury Trucks, És FootWear, KR3W Apparel, Odessa Wristwear et Active Mailorder.
Il est aussi à l'aise en regular, c'est-à-dire avec le pied gauche devant, qu'en switch, c'est-à-dire dans la position non naturelle pour lui avec son pied droit devant, tout comme il l'est en street et en mini-rampe. Pour l'anecdote, il a commencé le skateboard en poussant "mongo" (avec le pied avant).